# Northfleet
Northfleet – miasto w Anglii, w hrabstwie Kent, w dystrykcie Gravesham. Leży 25 km na północny zachód od miasta Maidstone i 33 km na wschód od centrum Londynu. W 2015 miasto liczyło 16 910 mieszkańców.